# Haukokjauratjah (Jokkmokks socken, Lappland, 739875-162114)
Haukokjauratjah är en sjö i Jokkmokks kommun i Lappland och ingår i Luleälvens huvudavrinningsområde. Haukokjauratjah ligger i Pärlälvens fjällurskog Natura 2000-område.